# Pellegrino Prisciani

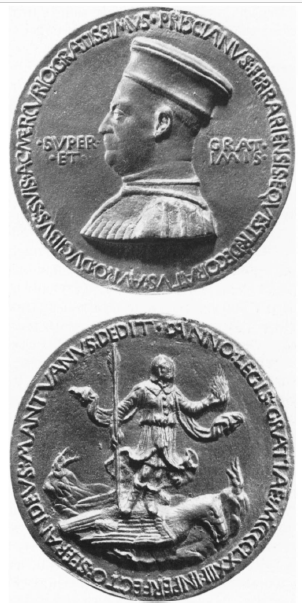
Ritratto di Pellegrino Prisciani in una medaglia di Sperandio (1473)

Pellegrino Prisciani (Ferrara, 1435 circa – Ferrara, 1518) è stato un teorico dell'architettura, astronomo e astrologo italiano, professore di astronomia presso l'Università di Ferrara, bibliotecario e storiografo di corte della casa d'Este.

## Biografia
Figlio di Prisciano de' Prisciani, fu uno scienziato che praticò principalmente l'astrologia. Entrambi erano originariamente sepolti nella Chiesa di San Domenico, ma nel 1812 furono trasferiti nella Chiesa di San Cristoforo alla Certosa.

## Opere
- Historiae Ferrarienses (o Annales ferrarienses)
- Collectanea
- Ortopasca
- Spectacula